# Vinska mušica
Vinska mušica (lat. Drosophila melanogaster) je kukac iz reda dvokrilaca. 
Postoji mnogo drugih vrsta voćnih mušica, ali vinska mušica daleko je najpoznatija, jer se često koristi za laboratorijske pokuse posebice mutacijske i genetičke pokuse. Jedan od razloga za to je brz rast i razmnožavanje. Vrijeme jedne generacije je oko 14 dana u laboratorijskim uvjetima (vrijeme jedne generacije čovjeka je oko 20 godina). Svaka ženka može proizvesti nekoliko stotina potomaka. Još jedna prednost uzgoja je lako razlikovanje mužjaka i ženki. Naime, mužjak ima crni zadak i dvije-tri vodoravne pruge na leđima dok ženka ima svijetli obli zadak i pet-šest vodoravnih pruga na leđima. Ima osam kromosoma (2n). 
Vinska mušica duga je 3 do 4 mm. Živi od živih stanica kvasca uglavnom iz truljenja voća i povrća.
U samo dva tjedna, odvija se proces razvoja jajašca u ličinku, ličinke u kukuljicu, iz koje se razvije odrasla jedinka. 
U žlijezdama slinovnicama vinske mušice mogu se naći neobičajeno veliki kromosomi. Nakon bojenja, oni su dobro vidljivi pod svjetlosnim mikroskopom. Zbog toga je vinska mušica gotovo idealna za genetska istraživanja pogotova za istraživanja mutacija. Danas postoji na tisuće mutanata vinskih mušica. Npr. mutirana vinska mušica može imati tupa krila (nesimetrična) umjesto normalnih krila, tamnu kožu umjesto žuto-smeđe kože i bijele oči umjesto crvenih očiju. 
Charles W. Woodworth na prijedlog William E. Castlea smatra se prvim koji je uzgajao vinske mušice za znanstvena istraživanja. Time se ozbiljnije počeo baviti Thomas Hunt Morgan 1910. godine. Za vrijeme boravka na sveučilštu Columbia, Morgan je uspio pokazati kako se geni prenose na kromosomima i da su mehanička osnova nasljeđivanja. Time je postavio osnove za razvoj moderne genetike. Godine 1933. dobio je Nobelovu nagradu za fiziologiju ili medicinu.